# Teodor Drapiewski
Teodor Hilary Drapiewski SVD (ur. 13 stycznia 1880 w Gackach, zm. 31 sierpnia 1942  w Dachau) – Sługa Boży Kościoła katolickiego. Zakonnik Zgromadzenia Słowa Bożego i misjonarz. Więzień niemieckich obozów koncentracyjnych.

## Życiorys
Był siódmym spośród dziesięciorga dzieci Jana i Marianny z domu Gawrych (jednym z jego braci był Władysław, późniejszy malarz. Jego rodzina utrzymywała się z niewielkiego dzierżawionego gospodarstwa rolnego. Niestety po śmierci ojca matka musiała sama zająć się pracą na roli i wychowywaniem dzieci. Kilka lat później przeprowadziła się dziećmi do Pelplina. Teodor Drapiewski już od najmłodszych lat pragnął zostać misjonarzem, stąd też dodatkowo uczył się łaciny, by dobrze przygotować się do tej posługi. W 1898 roku wstąpił do Niższego Seminarium Misyjnego Księży Werbistów w Nysie, a po jego ukończeniu rozpoczął naukę na Wyższym Seminarium Księży Werbistów w Maria Enzersdorf pod Wiedniem.
23 lutego 1908 roku otrzymał święcenia kapłańskie. W tym samym roku uczęszczał na wykłady na Uniwersytecie Jagiellońskim w Krakowie, po czym wyjechał na misję do Brazylii, gdzie przebywał do 1924 roku.
W Brazylii prowadził działalność duszpasterską wśród Polonii w Kurytybie (1909–1911 i 1922–1924), Ponta Grossa (1912), Cruz Machado (1912–1920), Santa Barbara (1920–1922). Brał m.in. udział w tworzeniu Narodowego Związku Polaków w Brazylii, był inicjatorem budowy kościołów i otwarcia polskich szkół elementarnych w Sant’Ana i Cruz Machado. Następnie pełnił funkcję rektora kościoła, kontynuował wydawanie Gazety Polskiej oraz zorganizował szkołę średnią w Kurytybie.
Powrócił do Polski w 1924 roku. Osiadł w Górnej Grupie w domu zakonnym, gdzie zajął się redakcją pisma „Skarb Rodziny” oraz wydaniem nowego miesięcznika „Nasz Misjonarz”. Pełnił również funkcję spirytuała braci zakonnych i radcy domowego.
We wrześniu 1928 roku został wiceregionałem polskiej regii księży werbistów. Rok później otrzymał nominację na rektora nowego domu misyjnego w Bruczkowie, gdzie erygowano niższe seminarium duchowne, w którym udzielał lekcji języka polskiego, historii, rysunków i kaligrafii. W latach 1933–1936 był rektorem domu zakonnego w Górnej Grupie, a od 1939 w Rybniku.
Autor książki biograficznej "O. Karol Dworaczek T.S.B." (Górna Grupa, 1938) o życiu i działalności tego polskiego misjonarza ze Zgromadzenia Słowa Bożego wśród polskich emigrantów w Kolonii Murici w Brazylii. 
Po wybuchu II wojny światowej został aresztowany przez Gestapo 20 maja 1940 roku za głoszenie kazań w języku polskim i niepodpisanie volkslisty. Został wywieziony do niemieckiego obozu koncentracyjnego w Dachau, gdzie otrzymał numer obozowy 12748. Później był więziony przejściowo również w niemieckim obozie KL Mauthausen-Gusen (figurował jako numer 7484). Na fundamentach przyszłego krematorium przyjął śluby zakonne wiezionych współbraci fratrów. Ponownie przeniesiony do niemieckiego obozu KL Dachau (numer 21944), gdzie w stanie skrajnego wycieńczenia fizycznego został zagazowany prawdopodobnie 31 sierpnia 1942 roku.

## Proces beatyfikacyjny
Jest jednym ze 122 Sług Bożych, wobec których 17 września 2003 roku rozpoczął się drugi proces beatyfikacyjny drugiej grupy polskich męczenników z okresu II wojny światowej.